# 146
146（百四十六、ひゃくよんじゅうろく）は自然数、また整数において、145の次で147の前の数である。

## 性質
- 146は合成数であり、約数は 1, 2, 73 と 146 である。
  - 約数の和は222。
    - 約数の和が回文数になる12番目の数である。1つ前は130、次は162。(オンライン整数列大辞典の数列 A028980)
    - 約数関数から導き出される数列 {\displaystyle a_{n}=\sigma (a_{n-1})} はその初期値によって異なる数列になる。異なる数列になる15番目の初期値(最小の値)を表す数である。1つ前は105、次は147。(ただし1を除く)(オンライン整数列大辞典の数列 A257348)
- 50番目の半素数である。1つ前は145、次は155。
- 1/146 = 0.006849315… (下線部は循環節で長さは8)
  - 逆数が循環小数になる数で循環節が8になる3番目の数である。1つ前は137、次は219。
- 1462 + 1 = 21317 であり、n2 + 1 の形で素数を生む27番目の数である。1つ前は134、次は150。
- 146 = 12 + 32 + 62 + 102
  - 4連続三角数の平方和で表せる最小の数である。次は370。
- 各位の和が11になる12番目の数である。1つ前は137、次は155。
- 各位の立方和が281になる最小の数である。次は164。(オンライン整数列大辞典の数列 A055012)
  - 各位の立方和が n になる最小の数である。1つ前の280は46、次の282は1146。(オンライン整数列大辞典の数列 A165370)
- 146 = 52 + 112
  - 異なる2つの平方数の和で表せる43番目の数である。1つ前は145、次は148。(オンライン整数列大辞典の数列 A004431)
- 146 = 12 + 12 + 122 = 12 + 82 + 92 = 32 + 42 + 112 = 42 + 72 + 92
  - 3つの平方数の和4通りで表せる3番目の数である。1つ前は134、次は153。(オンライン整数列大辞典の数列 A025324)
  - 146 = 12 + 82 + 92 = 32 + 42 + 112 = 42 + 72 + 92
    - 異なる3つの平方数の和3通りで表せる5番目の数である。1つ前は134、次は149。(オンライン整数列大辞典の数列 A025341)
    - 146 = 12 + 82 + 92
      - n = 2 のときの 1n + 8n + 9n の値とみたとき1つ前は18、次は1242。(オンライン整数列大辞典の数列 A074525)

    - 146 = 42 + 72 + 92
      - n = 2 のときの 4n + 7n + 9n の値とみたとき1つ前は20、次は1136。(オンライン整数列大辞典の数列 A074569)
- 146 = 53 + 52 − 5 + 1
  - n = 5 のときの n3 + n2 − n + 1 の値とみたとき1つ前は77、次は247。(オンライン整数列大辞典の数列 A100109)
- 146 = 2 × (82 + 8 + 1) = 2 × (92 − 9 + 1)
  - n = 8 のときの 2(n2 + n + 1) の値とみたとき1つ前は114、次は182。(オンライン整数列大辞典の数列 A051890)

## その他146に関連すること
- 西暦146年
- アルファロメオ・146。イタリアの自動車会社アルファロメオが製造した乗用車。
- 第146代ローマ教皇はシルウェステル3世（在位：1045年1月20日～3月?）である。
- 146 × 10−2 = 1.46 は {\displaystyle {\sqrt[{3}]{\pi }}} の近似値である。(オンライン整数列大辞典の数列 A092039)